# Mallentin
Mallentin är en ortsteil i kommunen Stepenitztal i Landkreis Nordwestmecklenburg i förbundslandet Mecklenburg-Vorpommern i Tyskland. Mallentin var en kommun fram till 25 mars 2014 när den uppgick i Stepenitztal. Mallentin hade 719 invånare 2014.